# Extensió Trans-Karakoram

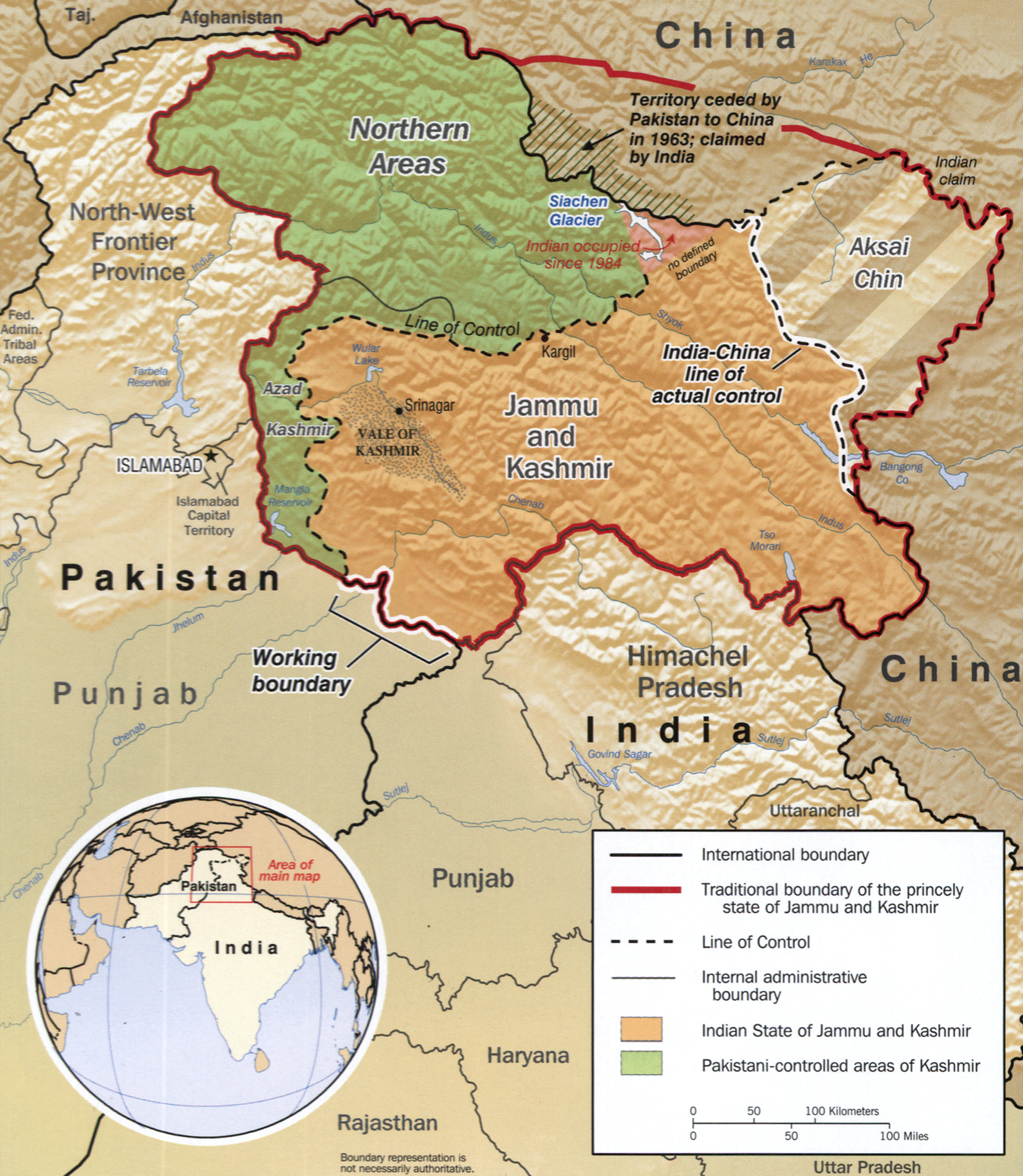
Mapa

L'extensió Trans -Karakoram, en anglès:Trans-Karakoram Tract en xinès:喀喇昆仑走廊 Kālǎkūnlún zǒuláng) és una superfície 5.800 km² a les dues bandes del riu Shaksgam. Està totalment administrat per la República Popular de la Xina com a part del comtat de Kargilik i el comtat autònom de Taxkorgan Tajik dins la prefectura de Kaixgar de la regió autònoma de Xinjiang però hi ha una rivindicació per part de Pakistan des de l'any 1963. També hi ha una reivindicació de l'Índia com a part de l'estat de Jammu i Kashmir. En el cas del Pakistan el problema territorial amb la Xina està lligat amb la possible resolució del conflicte de Caixmir.
Aquesta zona és una de les més inhòspites del món i amb algunes de les muntanyes més altes. Està envoltat per les muntanyes Kun Lun al nord i els pics del Karakoram al sud i inclou el Broad Peak, K2 i Gasherbrum. Al sud-est hi ha la regió de glaceres de Siachen.